# Carlos Arredondo
Carlos Alberto Arredondo (ur. 26 października 1933 w Buenos Aires) – argentyński piłkarz, grający podczas kariery na pozycji obrońcy.

## Kariera klubowa
Carlos Arredondo piłkarską karierę rozpoczął w Boca Juniors w 1955. Rok 1956 spędził w drugoligowym CA Banfield. Najlepszy okres kariery spędził w CA Huracán, w którym występował w 1957-1963. W lidze argentyńskiej rozegrał 154 spotkania, w których zdobył 8 bramek. Ostatnim klubem w jego karierze było Argentino Quilmes, w którym zakończył karierę w 1967.

## Kariera reprezentacyjna
W reprezentacji Argentyny Arredondo występował w 1959. W reprezentacji zadebiutował 12 grudnia 1959 w zremisowanym 1-2 meczu z Ekwadorem w dodatkowej edycji Mistrzostwach Ameryki Południowej, na których Argentyna zajęła drugie miejsce. Na turnieju w Ekwadorze wystąpił w trzech meczach (obok Ekwadoru) z Urugwajem i Brazylią, który był jego ostatnim meczem w reprezentacji.
| Mecze i gole w reprezentacji | Mecze i gole w reprezentacji | Mecze i gole w reprezentacji | Mecze i gole w reprezentacji | Mecze i gole w reprezentacji | Mecze i gole w reprezentacji | Mecze i gole w reprezentacji |
| #                            | Data                         | Miasto                       | Przeciwnik                   | Gol                          | Wynik                        | Rozgrywki                    |
| ---------------------------- | ---------------------------- | ---------------------------- | ---------------------------- | ---------------------------- | ---------------------------- | ---------------------------- |
| 1.                           | 12.12.1959                   | Guayaquil                    | Ekwador                      |                              | 1:1                          | Copa América                 |
| 2.                           | 16.12.1959                   | Guayaquil                    | Urugwaj                      |                              | 0:5                          | Copa América                 |
| 3.                           | 22.12.1959                   | Guayaquil                    | Brazylia                     |                              | 4:1                          | Copa América                 |